# Кабали
Кабали (груз. კაბალი) — село в Грузии, в муниципалитете Лагодехи края Кахетия. 

## География
Село расположено в восточной части края, в 15 километрах по прямой к юго-западу от центра муниципалитета Лагодехи. Высота центра — 330 метров над уровнем моря.

## Население
По данным переписи населения 2014 года, в селе проживало 3238 человек.
| Год  | Население | Мужчины | Женщины |
| ---- | --------- | ------- | ------- |
| 2002 | 3654      | 1829    | 1825    |
| 2014 | 3238      | 1631    | 1607    |